# Mastite tubercolare
Per  mastite tubercolare  in campo medico, si intende un interessamento della tubercolosi della mammella. La patologia è molto rara nei paesi più industrializzati mentre la si riscontra più frequentemente nei paesi meno progrediti.

## Sintomatologia
Spesso nasce come complicanze di un'altra forma di tubercolosi, si mostra con tumefazioni, rossore, ma non compare dolore. Una corretta diagnosi viene effettuata alla presenza di ascessi, frequenti in tale stato.

## Terapia
Il trattamento dipende dalla gravità delle manifestazioni, viene effettuato il drenaggio dei piccoli ascessi e si somministrano antibiotici, mentre nei casi più gravi si ricorre alla mastectomia